# Moenkhausia forestii
Moenkhausia forestii es una especie del género de peces de agua dulce Moenkhausia perteneciente a la familia de los caracínidos. Habita en ambientes acuáticos subtropicales en el centro de Sudamérica.

## Taxonomía
Descripción original
Esta especie fue descrita originalmente en el año 2009 por los ictiólogos Ricardo Cardoso Benine, Tatiane Casagrande Mariguela y Claudio de Oliveira.
Localidad tipo
La localidad tipo referida es: “río Sepotuba (cuenca del río Paraguay) en las coordenadas: 15°46′07″S 57°38′54″O / -15.76861, -57.64833, Cáceres, estado de Mato Grosso, Brasil”.
Holotipo
El ejemplar holotipo designado es el catalogado como: MZUSP 97827; se trata de un espécimen adulto de sexo indeterminado, el cual midió 34 mm de longitud estándar. Fue capturado por H. A. Britski, O. Fröehlich, A. Catella y F. Marques entre el 3 y el 4 de marzo de 2002. Se encuentra depositado en la colección de ictiología del Museo de Zoología de la Universidad de São Paulo (MZUSP), ubicado en la ciudad homónima.
Etimología
Etimológicamente, el término genérico Moenkhausia es un epónimo que refiere al apellido de la persona a quien fue dedicado, William J. Moenkhaus, quien fuera profesor de la Universidad de Indiana y colaborador del Museo Paulista, ubicado en la ciudad brasileña de São Paulo.
El epíteto específico forestii también es un epónimo y refiere al apellido de la persona a quien fue dedicada, el ictiólogo Fausto Foresti, en agradecimiento por sus contribuciones al conocimiento de la genética de peces.
Caracterización y relaciones filogenéticas
Moenkhausia forestii se identifica de sus congéneres por caracteres relacionados con el patrón de coloración del cuerpo, el número de escamas de la línea lateral, el grado de desarrollo de los poros sensoriales en la línea lateral y el número de series de escamas ubicadas respecto a la línea lateral, tanto por sobre como por debajo de esta.
Moenkhausia forestii presenta 23 a 26 escamas en la línea lateral, el número de series transversales de escamas por encima de la línea lateral es de 5 y por debajo es de 4. Exhibe una discreta mancha humeral oscura, de forma triangular inversa y ubicada en la segunda y tercera de las escamas de la línea lateral. Posee un tamaño total pequeño, con un máximo de 36,4 mm de longitud estándar.
Al comparar muestras de Moenkhausia forestii con otras especies relacionadas mediante un análisis molecular, usando secuencias parciales del gen mitocondrial Citocromo Oxidase I, sus descriptores demostraron que es fácilmente identificable por su elevada distancia genética respecto al resto. La especie más próxima es Moenkhausia oligolepis (Günther, 1864).
Moenkhausia forestii pertenece al “grupo de especies Moenkhausia oligolepis”, el cual está integrado, además de M. oligolepis, por M. cotinho C. H. Eigenmann, 1908, M. pyrophthalma W. J. E. M. Costa, 1994 y M. sanctaefilomenae (Steindachner, 1907). Estas especies comparten un patrón de color muy similar consistente en un diseño reticulado formado por bordes oscuros en las escamas, una mancha humeral alargada verticalmente, una mancha oscura conspicua en el pedúnculo caudal la cual está precedida por un área más clara y, frecuentemente, el ojo de color rojo vivo.

## Distribución geográfica y hábitat
Moenkhausia forestii se distribuye en el centro de Brasil, en los estados de: Mato Grosso y Mato Grosso del Sur. Habita en la cuenca del río Paraguay, perteneciente a la cuenca del Paraná, integrante a su vez de la cuenca del Plata; dicha hoya hidrográfica vuelca sus aguas en el océano Atlántico Sudoccidental por intermedio del Río de la Plata.
También fue registrada en el río Paraná Superior, sin embargo, los autores adjudican su presencia allí a una expansión artificial de su distribución al haber logrado remontar el sistema de transferencia para peces denominado canal de Piracema, el cual fue construido junto a la represa hidroeléctrica de Itaipú, permitiéndole así superar la barrera física natural que representaban los saltos del Guairá.